# Luftkonditionering

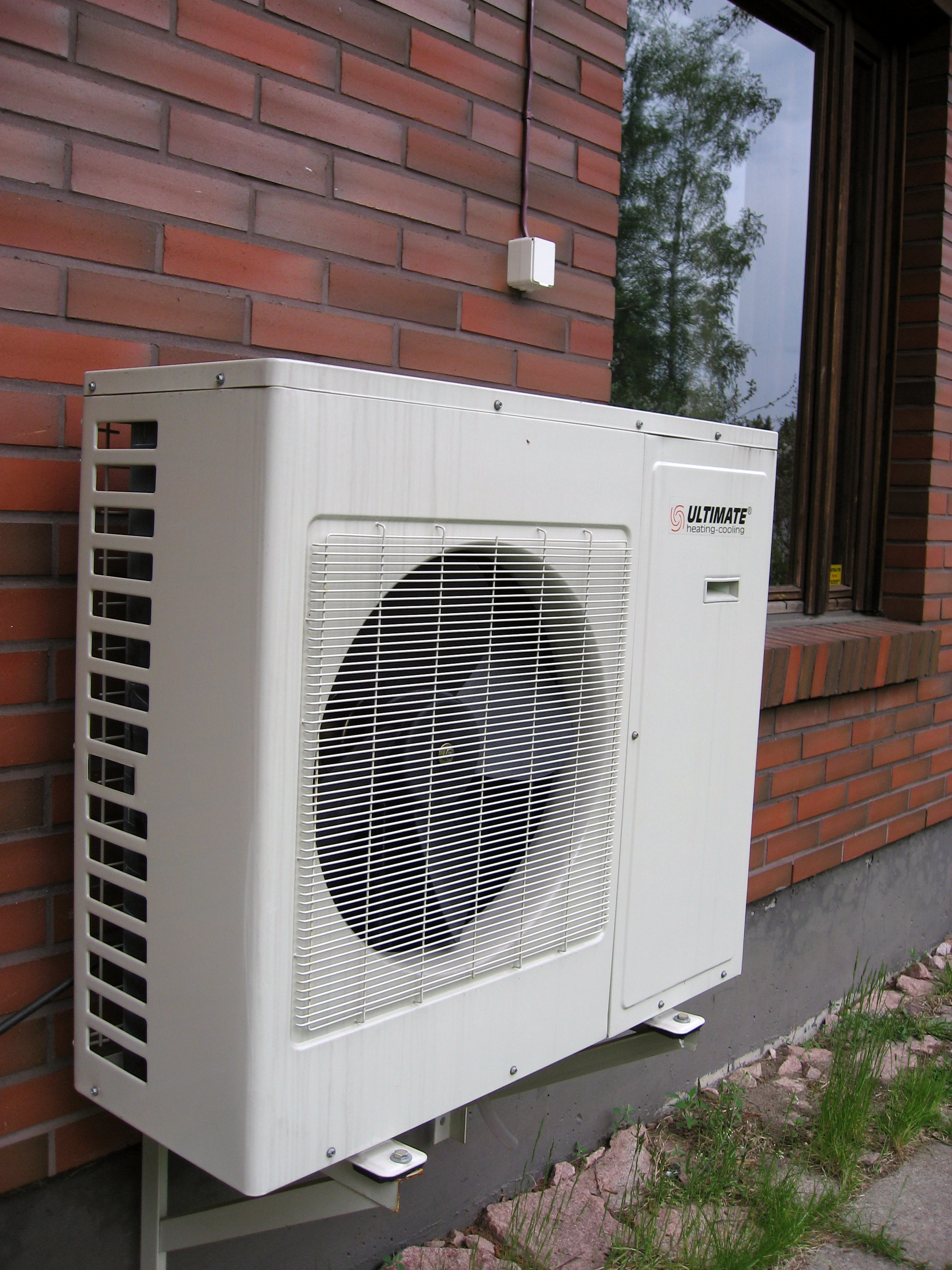
Ett aggregat för luftkonditionering.

Förenklad bild av en kylcykel. 1: Kondensor, 2: Expansionsventil, 3: Evaporator, 4: Kompressor.

Luftkonditionering, eller AC, A/C, är en teknisk process avsedd att kyla luft i ett utrymme genom att ta bort värme och fukt. Luftkonditionering fungerar oftast enligt samma princip som ett kylskåp och en värmepump. Processen uppfanns 1902 av nordamerikanen Willis Carrier.

## Användningsområde
Luftkonditioneringsapparater kan beroende på installation och användningsområde vara olika stora och kraftfulla, från mindre apparater som kyler små utrymmen, till apparater som har kapacitet att kyla större byggnader som kontor och bostäder. Luftkonditionering är vanligtvis mer förekommande inomhus i varma klimat. I många mer moderna bilar finns också luftkonditionering, som drivs av fordonets motor. Luftkonditionering kan också användas för att kyla utrymmen med elektrisk utrustning som alstrar mycket värme, till exempel serverhallar.

## Funktion
När man kyler ett ämne avlägsnar man värmen som finns i det. I den typen av luftkylare som används i luftkonditioneringar och kylskåp görs detta genom att man använder sig av principen att om en vätska övergår från ett högt tryck till ett lägre, kommer vätskan att absorbera värme ifrån omgivningen.

### Kylcykel
I ett kylsystem transporteras någon form av köldmedium, exempelvis freon, runt som absorberar värmen i den omgivande luften och kyler därmed ned den. Detta åstadkoms i förångaren. Köldmediet leds in i förångaren som vätska och övergår där till gas. Därmed absorberar köldmediet värme från luften. Köldmediegasen sugs till en kompressor som komprimerar gasen till högt tryck och därefter till kondensorn. På grund av att trycket har höjts har temperaturen ökat. Detta gör att köldmediet kan avge värme. Efter kondensorn är mediet återigen en vätska, fortfarande under högt tryck. Då leds den igenom en expansionsventil som sänker trycket innan köldmediet når förångaren igen och hela cykeln har genomgåtts. Nettoenergi har förflyttats från förångaren till kondensorn.